# Gustave de Schrynmakers de Dormael
Gustave Prosper Marie de Schrynmakers de Dormael (Brussel, 2 december 1890 - Dormaal, 24 april 1954) was een Belgisch senator en burgemeester.

## Biografie

### Familie
Gustave de Schrynmakers de Dormael was een zoon van advocaat Julien de Schrynmakers (1855-1923), burgemeester van Dormaal, en Berthe Pinnoy (1859-1924). Hij was een kleinzoon van Gustave de Schrynmakers (1811-1890), burgemeester van Dormaal. De familie was in 1823 begunstigd door een opname in de adel.
Hij trouwde in 1926 in Spa met Renée Fontaine (1904-1991), kleindochter van Léon Fontaine, bankier, en Camille Scheyven, eerste voorzitter van het Hof van Cassatie. Ze kregen drie kinderen, met afstammelingen tot heden.

### Loopbaan
Hij werd verkozen tot gemeenteraadslid van Dormaal in 1923 werd hij het jaar daarop burgemeester van de gemeente, in opvolging van zijn overleden vader.
In 1936 werd hij verkozen tot senator voor Rex, een mandaat dat hij vervulde tot in 1939.
In 1937 was hij medestichter van Volksverwering, een rabiaat anti-Joods gezelschap.